# Veskimetsa

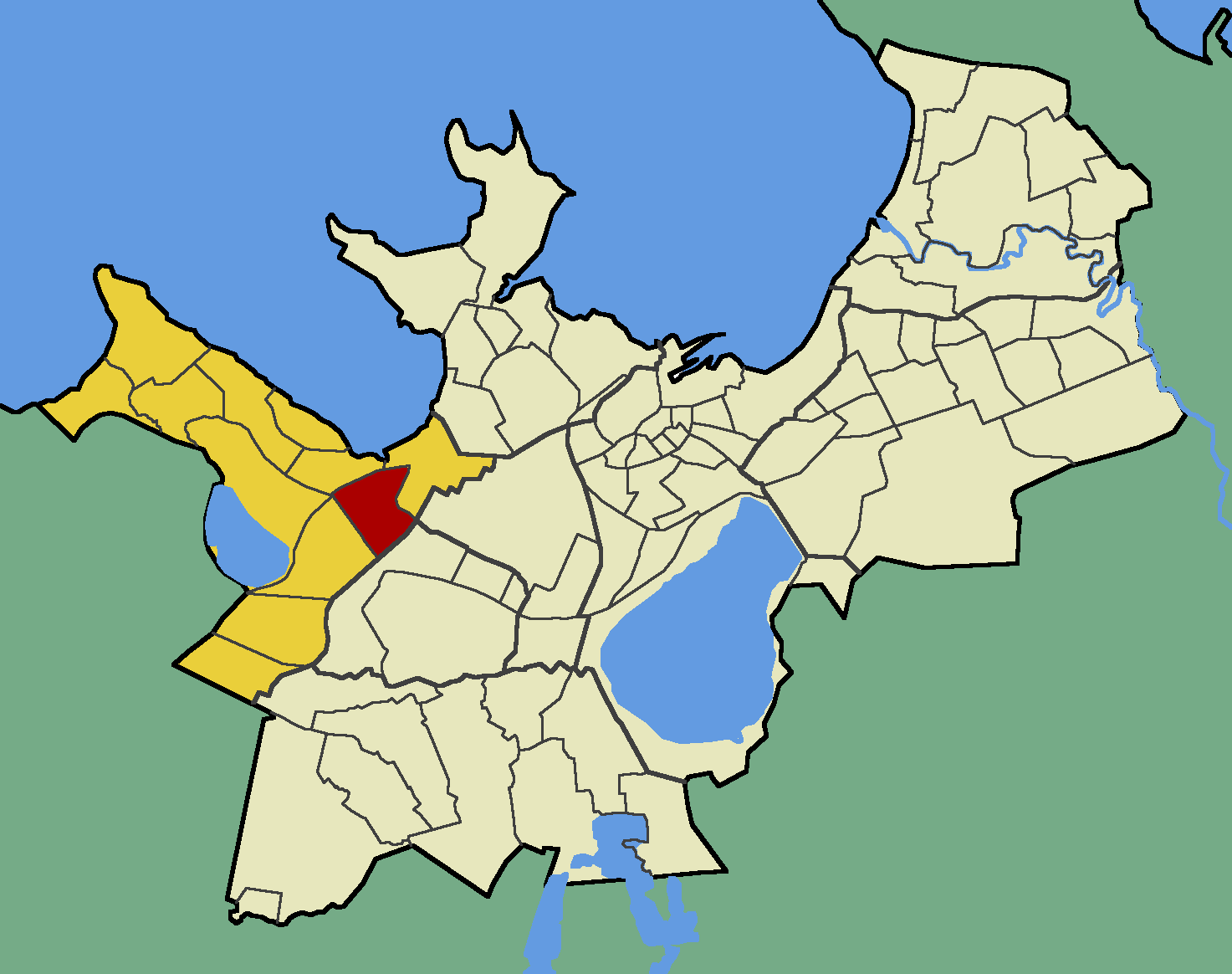
Lage von Veskimetsa (rot) im Tallinner Stadtteil Haabersti (gelb)

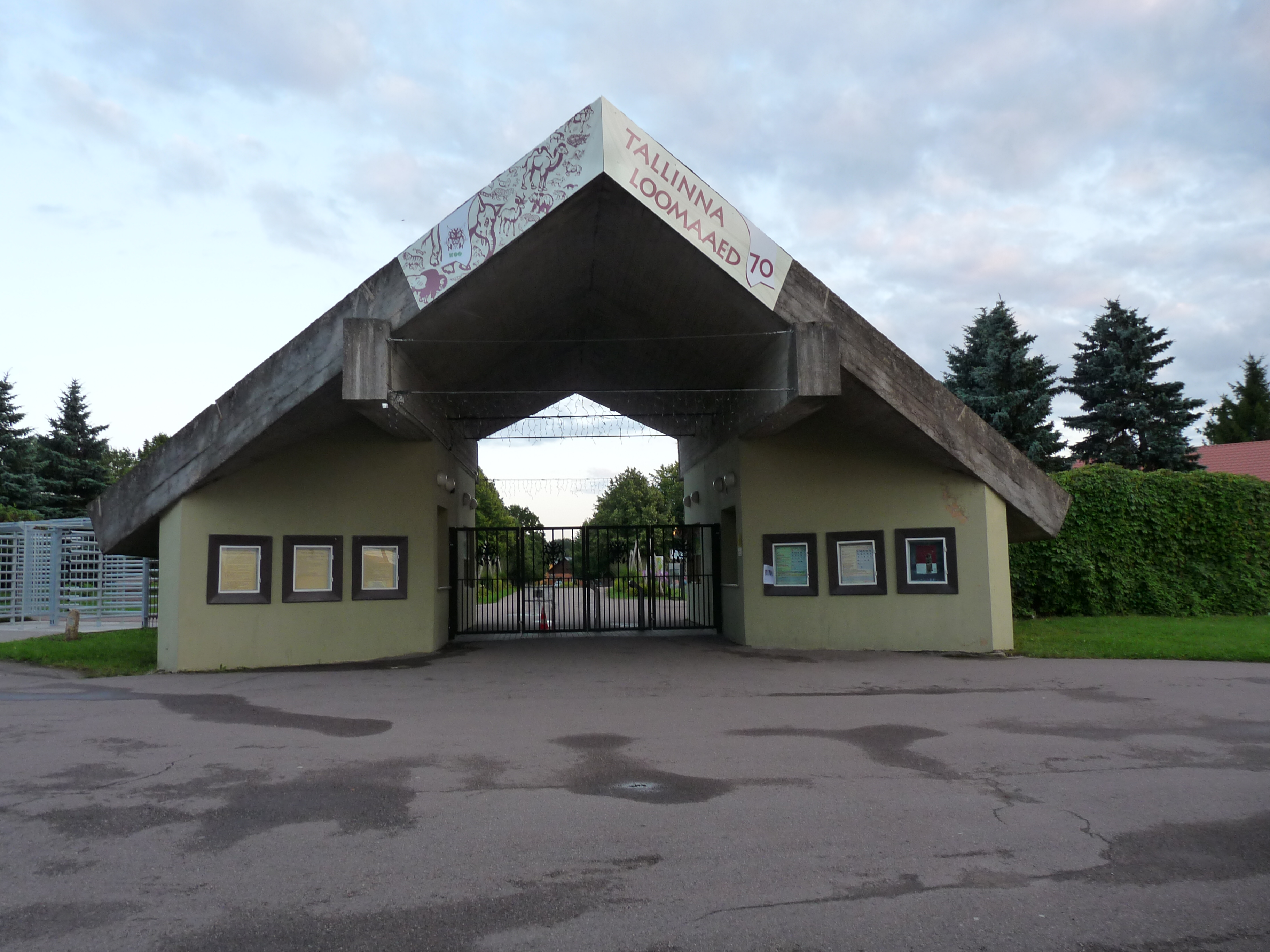
Eingang zum Tallinner Zoo

Veskimetsa ist ein Stadtbezirk (estnisch asum) der estnischen Hauptstadt Tallinn. Der Bezirk liegt im Stadtteil Haabersti.

## Bezirk
Veskimetsa ist mit nur 16 Einwohnern sehr dünn besiedelt. Der Name des Stadtbezirks bedeutet wörtlich „Mühlenwald“. Der Bezirk ist weitgehend naturbelassen.
In Veskimetsa befindet sich auf einem ehemaligen Militärgelände der Tallinner Zoo (estnisch Tallinna Loomaaed), der einzige zoologische Garten Estlands.